# PGC 39014
LEDA/PGC 39014, auch UGC 7230, ist eine deformierte Balken-Spiralgalaxie vom Hubble-Typ SBd pec im Sternbild Haar der Berenike am Nordsternhimmel. Sie ist schätzungsweise 316 Millionen Lichtjahre von der Milchstraße entfernt und hat eine Ausdehnung von etwa 170.000 Lichtjahren. Vom Sonnensystem aus entfernt sich das Objekt mit einer errechneten Radialgeschwindigkeit von näherungsweise 7.100 Kilometern pro Sekunde. 
Gemeinsam mit PGC 93116 bildet sie das interagierende Galaxienpaar Arp 260 oder KPG 326 und ist unter der Katalognummer VCC 86 als Mitglied des Virgo-Galaxienhaufens registriert.
Halton Arp gliederte seinen Katalog ungewöhnlicher Galaxien nach rein morphologischen Kriterien in Gruppen. Diese Galaxie gehört zu der Klasse Galaxien mit unregelmäßigen Klumpen.
Die Supernovae SN 2005nb (Typ Ic-BL) und SN 2019clp (Typ-II) wurden hier beobachtet.

## Galaktisches Umfeld
| Nr. | Galaxie                 | Alternativname            | Rek           | Dek           | Distanz/asec |
| --- | ----------------------- | ------------------------- | ------------- | ------------- | ------------ |
| →   | LEDA/PGC 39014          | UGC 7230                  | 12h13m38.7s   | +16d07m21s    | 0            |
| 1   | LEDA/PGC 93116          | 2MASX J12133956+1607334   | 12h13m39.620s | +16d07m30.90s | 35.68        |
| 2   | 2MASX J12133728+1609565 | WISEA J121337.29+160956.1 | 12h13m37.300s | +16d09m56.20s | 166.76       |
| 3   | LEDA/PGC 1500676        | WISEA J121326.91+160557.5 | 12h13m26.900s | +16d05m57.60s | 170.63       |
| 4   | LEDA/PGC 1499814        | 2MASX J12132473+1603454   | 12h13m24.740s | +16d03m44.90s | 276.48       |
| 5   | 2MASX J12135989+1611544 | WISEA J121359.93+161154.9 | 12h13m59.931s | +16d11m54.93s | 429.52       |
| 6   | LEDA/PGC 38974          | NSA 75461                 | 12h13m07.010s | +16d05m08.01s | 457.63       |
| 7   | LEDA/PGC 1497645        | NSA 75460                 | 12h13m37.530s | +15d58m15.60s | 533.94       |
| 8   | LEDA/PGC 1497900        | 2MASX J12130410+1558573   | 12h13m04.143s | +15d58m57.20s | 688.74       |
| 9   | LEDA/PGC 39076          | LSBC F644-03              | 12h14m11.6s   | +15d57m54s    | 735.23       |
| 10  | 2MASX J12124383+1611062 | WISEA J121243.87+161106.3 | 12h12m43.870s | +16d11m06.10s | 810.49       |
| 11  | LEDA/PGC 1504693        | 2MASX J12143084+1615526   | 12h14m30.827s | +16d15m52.91s | 927.60       |
| 12  | LEDA/PGC 38970          | NSA 140936                | 12h13m04.710s | +15d53m34.50s | 943.21       |
| 13  | LEDA/PGC 1503408        | 2MASX J12143910+1612336   | 12h14m39.086s | +16d12m33.53s | 943.42       |
| 14  | LEDA/PGC 1504736        | WISEA J121432.49+161556.6 | 12h14m32.508s | +16d15m56.90s | 952.44       |
| 15  | LEDA/PGC 1499591        | 2MASX J12123167+1603104   | 12h12m31.719s | +16d03m10.50s | 979.80       |